# Philipp Magnus Seifert

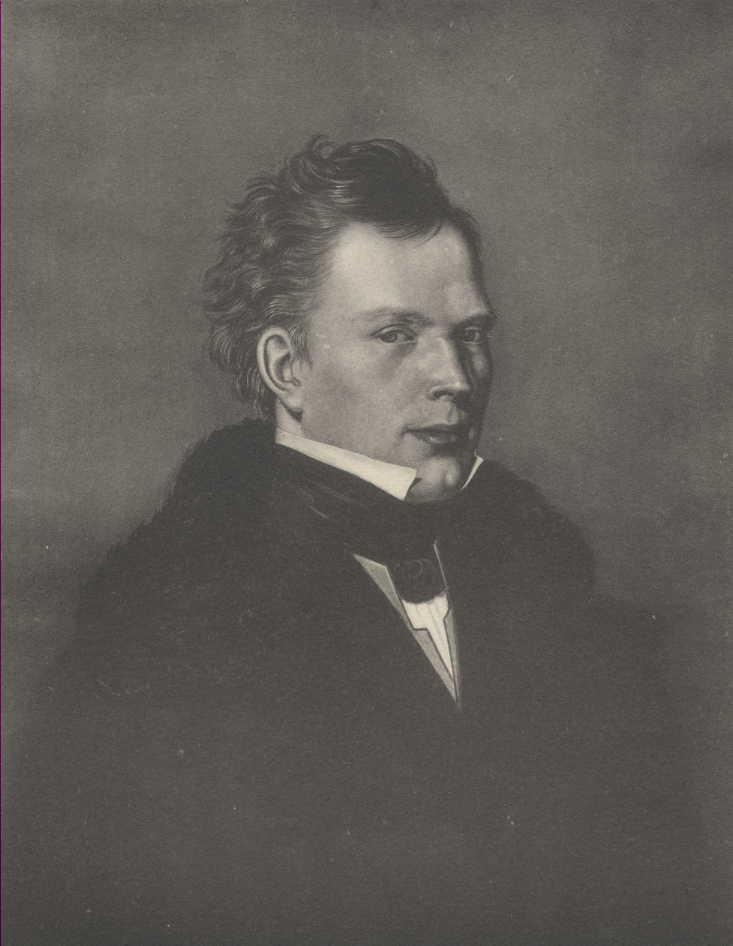
Philipp Magnus Seifert

Philipp Magnus Seifert (* 6. Mai 1800 in Greifswald; † 17. November 1845 ebenda) war ein deutscher Pharmakologe und Hochschullehrer.

## Leben
Seifert studierte an der Königlichen Universität zu Greifswald, der Universität Jena und der neuen Friedrich-Wilhelms-Universität zu Berlin Medizin. 1823 wurde er in Berlin zum Dr. med. promoviert. Danach unternahm er Bildungsreisen nach Wien, Italien und Paris. Seit 1826 Privatdozent und seit 1829 a.o. Professor, kam er 1830 auf den Lehrstuhl für theoretische Medizin. Seine regelmäßigen Vorlesungen befassten sich mit der Enzyklopädie der Medizin, allgemeiner Pathologie, Materia medica (Vorwort von Wilhelm Baum), gerichtlicher Medizin und medizinischer Polizei. Für das akademische Jahr 1842/43 wurde er zum Rektor der Universität gewählt. Eine Rektoratsrede ist nicht erhalten. 1834 nahm Seifert die vaterlose Familie seines 5-jährigen Neffen Theodor Billroth auf. Seifert hinterließ drei Töchter.

## Schriften
- Ueber die Zertrümmerung des Blasensteins. Greifswald 1826.
- Nosologisch-therapeutische Bemerkungen über die Natur und Behandlung des Scharlachfiebers. Greifswald 1827.
- Die Bronchiopneumonie der Neugebornen und Säuglinge Eine nosologisch-therapeutische Monographie ; nach eigenen Erfahrungen entworfen. Berlin 1837.
- mit Johann Friedrich Laurer: Handbuch der Arzneimittellehre, 2. Auflage. Greifswald 1856.